# Kauab
Kauab hay Kawab là một hoàng tử của Vương triều thứ 4 trong lịch sử Ai Cập cổ đại. Ông được chỉ định làm người kế vị ngai vàng nhưng đã mất trước cha mình là pharaon Khufu.

## Tiểu sử
Kauab là con trai trưởng của vua Khufu và vương hậu Meritites I, là anh (khác mẹ) của 2 vị vua sau đó, Djedefre và Khafre. Kauab đã kết hôn với công chúa Hetepheres II, chị em ruột với ông, sinh được 4 người con:
- Duaenhor, mang danh hiệu "Con (cháu) trai của Vua" và "Người bạn của cha mình", chủ nhân của ngôi mộ mastaba G 7550[2]. Duaenhor có một con gái tên Nebtyhotep, được biết qua ngôi mộ G 7550, cùng với tên cha mẹ của ông[3].
- Kaemsekhem, mang danh hiệu "Con (cháu) trai của Vua" và "Quản đốc hoàng cung"[2]. Vợ ông là phu nhân Ka'aper, sinh được 2 người con trai là Rawer and Minkhaf. Kaemsekhem và vợ được chôn tại mastaba G 7660[4].
- Mindjedef, mang danh hiệu "Con (cháu) trai của Vua" và "Người quản khố của Vua"[2]. Vợ ông là phu nhân Khufuankh, sinh được một con trai không rõ tên, được biết qua các phù điêu trên mastaba G 7760 của Mindjedef[4].
- Meresankh III, vương hậu của Khafre, được chôn tại mastaba đôi G 7530 - 7540[2][3]. Kết quả phân tích hài cốt cho thấy, bà qua đời do một căn bệnh xoang ở độ tuổi 50 - 55[5].

Kauab đã mất trong thời trị vì của Khufu, vì thế Djedefre đã lấy Hetepheres II làm vợ, cũng là chị em với ông. Một giả thuyết được đặt ra, Djedefre đã giết Kauab để đoạt ngôi báu, có lẽ vì thế mà kim tự tháp Djedefre lại nằm ở Abu Rawash chứ không phải tại Giza như những vị vua trước.
Một số danh hiệu của Kauab: "Tư tế của Serket", "Con trưởng của nhà Vua từ thân thể của ngài", "Thái tử"...

## Lăng mộ
Kauab được táng tại mastaba đôi G 7110 - 7120, nằm ở khu nghĩa trang phía đông Giza. G 7110 ban đầu được dự tính là nơi chôn cất cho công chúa Hetepheres II, nhưng do bà đã tái giá với Djedefre nên bị bỏ trống. Người ta tìm được một cỗ quan tài bằng đá hoa cương đỏ, trên đó có khắc các dòng chữ liên quan đến Kauab.
Dưới thời Vương triều thứ 19, tức nhiều thế kỷ sau đó, hoàng tử Khaemwaset, con trai của Ramesses II Đại đế, đã cho phục dựng lại một bức tượng bằng đá bazan tại Memphis. Điều này được chứng thực bởi những dòng chữ ghi trên tượng của chính Khaemwaset.